# Paul Groesse
Paul Groesse est un directeur artistique et un chef décorateur américain d'origine hongroise. Il est né le 28 février 1906 en Hongrie, mort le 4 mai 1987 à Woodland Hills (Los Angeles). Il fit pratiquement toute sa carrière à la Metro-Goldwyn-Mayer entre 1937 et 1967.

## Carrière
Il débuta au Royaume-Uni en 1932 avec The World, the Flesh, and the Devil, puis travailla à la MGM comme « directeur artistique associé » sous les ordres de Cedric Gibbons à partir de 1937, avant d'être directeur artistique à égalité avec lui à partir de 1944 et jusqu'en 1956. Il continua à travailler jusqu'en 1967, participant à plus de soixante films et même à quelques épisodes de la série télévisée The Twilight Zone, en 1963.

## Distinctions
Il fut sélectionné onze fois pour les Oscars et en gagna trois. En 1941, l'Oscar de la meilleure direction artistique Noir et blanc pour Pride and Prejudice (avec Cedric Gibbons) ; en 1947, l'Oscar de la meilleure direction artistique, décors intérieurs, couleur, pour Jody et le Faon (The Yearling) avec Cedric Gibbons et Edwin B. Willis ; en 1950, l'Oscar de la meilleure direction artistique, décors de plateaux, couleur, pour Little Women, avec Cedric Gibbons, Edwin B. Willis et Jack D. Moore.